# إليزابيث دافي
إليزابيث دافي (بالإنجليزية: Elspeth Davie)‏ (20 مارس 1918 في المملكة المتحدة - 14 نوفمبر 1995، إدنبرة في المملكة المتحدة)؛ رسامة وروائية بريطانية.